# Charles Lyell
Charles Lyell (Kinnordy, 14 novembre 1797 – Londra, 22 febbraio 1875) è stato un geologo britannico.
Nel suo capolavoro Principi di geologia (Principles of Geology), sviluppò nella sua versione definitiva la teoria dell'uniformitarismo, concepita inizialmente da James Hutton, ponendo le basi della moderna geologia.

## Biografia

### Gioventù e prima formazione
Nacque il 14 novembre 1797 a Kinnordy, piccolo paese della regione dell'Angus, all'epoca nominata Forfashire, da una famiglia agiata. Passò gran parte della sua giovinezza nella seconda residenza familiare, nel distretto della New Forest, Hampshire. Il padre, anch'egli di nome Charles, era un legale e botanico dilettante, specialista nel campo dei muschi, e trasmise al figlio la passione per le scienze naturali.
Entrò nel 1816 all'Exeter College di Oxford, dove seguì studi classici, laureandosi nel 1821 e ottenendo così l'abilitazione per esercitare la professione legale, allo scopo di seguire la carriera del padre. Durante gli studi seguì le lezioni di geologia del reverendo William Buckland, diventandone amico e accompagnandolo spesso nelle sue frequenti uscite di ricerca sul campo. Già iscritto nel 1819 alla Linnean Society e alla Geological Society, in breve tempo si dedicò soprattutto a quest'ultima, dove divenne nel 1823 segretario aggiunto. In quell'anno si recò in Francia, conoscendo Cuvier, Humboldt, e altre personalità scientifiche di rilievo. Nel 1826 venne ammesso nella prestigiosa Royal Society, dove grazie alle sue scoperte avrebbe guadagnato la medaglia Royal nel 1834 e la medaglia Copley nel 1858. Un poco alla volta abbandonò la carriera legale, interessandosi solo alla neonata scienza geologica, avvicinandosi alla teoria uniformitaria di James Hutton e diventandone in breve tempo il maggior sostenitore e divulgatore.

### Il primo viaggio in Italia

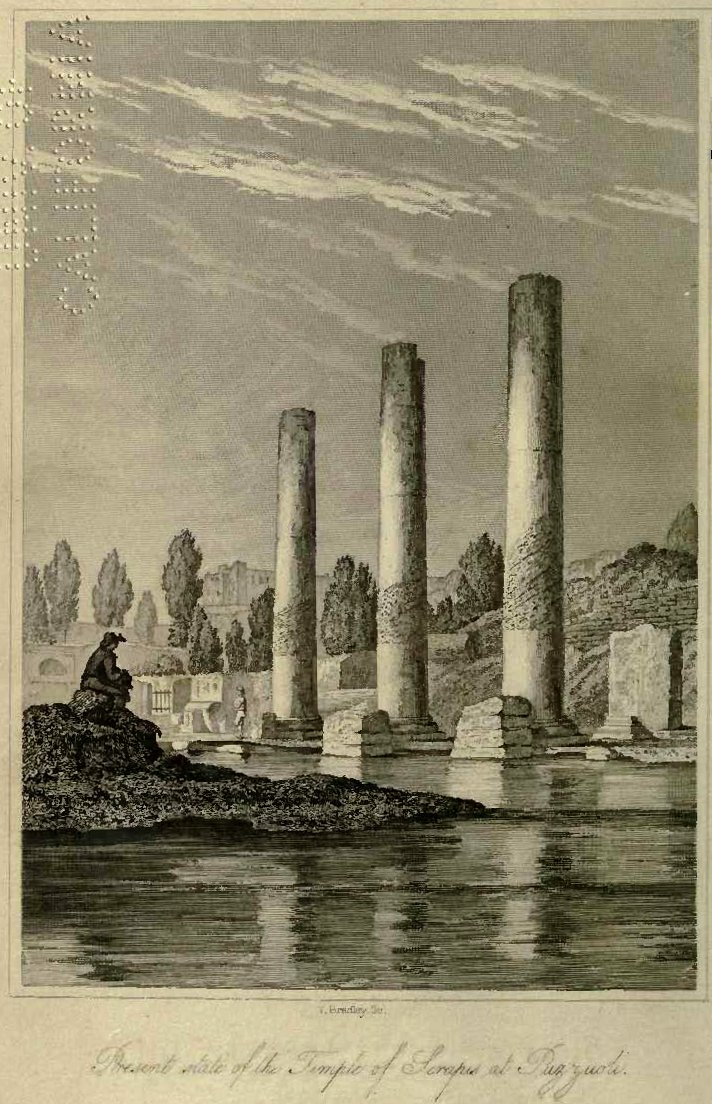
Frontespizio dei Principi di geologia con immagine del Tempio di Serapide

Nel 1828, durante un viaggio con il collega Roderick Murchison, dopo una permanenza nella zona dell'Alvernia e ad Aix-en-Provence, si recò in Italia dove visitò anche i Campi Flegrei. Osservando le colonne del cosiddetto "Tempio di Serapide" a Pozzuoli notò la presenza dei tipici fori prodotti da un mollusco marino bivalve litofago, il dattero di mare, presenti non su tutta l'altezza dei manufatti, ma solo su una fascia nettamente delimitata, a circa tre metri di altezza. Conoscendo l'abitudine di vita questo organismo per il limite superiore delle acque costiere limpide, ne dedusse che un tempo le colonne dovevano essere sprofondate in mare, per poi tornare a riemergere e continuare a sollevarsi, processo di (bradisismo) tuttora in corso nella zona. Trovò il fenomeno talmente significativo nell'ottica della teoria dell'uniformitarismo da spingerlo a scegliere l'immagine delle tre colonne del Tempio per il frontespizio dei Principi di geologia, opera a cui stava già lavorando, immagine riportata anche sulla medaglia Lyell, premio istituito nel 1875 dalla Geological Society di Londra per onorarne la memoria. Sempre osservando le stratificazioni in Italia e i fossili ivi presenti, ebbe l'idea di introdurre un'ulteriore suddivisione nel periodo geologico conosciuto come terziario, dividendolo in periodi che propose di chiamare Eocene, Miocene e Pliocene, nomi tuttora validi. In edizioni successive, aggiunse il Pleistocene.

### IPrincipi di Geologia, i viaggi e le altre opere
Nel 1830 venne pubblicato il primo volume dei Principi di geologia, poi seguito dal secondo (1832) e dal terzo (1833), in cui Lyell esponeva le proprie osservazioni e deduzioni sui principi alla base della formazione ed evoluzione della superficie terrestre, estendendo i concetti alla base dell'uniformitarismo, come espresso nel sottotitolo: "An Attempt to Explain the Former Changes of the Earth's Surface by Reference to Causes now in Operation". L'opera, dopo qualche contrasto iniziale, trovò un larghissimo successo, diventando il testo di riferimento per la giovane scienza geologica, venendo ripubblicato in undici edizioni durante la vita dell'autore, via via riviste e integrate con il nuovo materiale che tramite il suo continuo lavoro sul campo riusciva a raccogliere. Lyell continuò infatti a viaggiare, anche durante la luna di miele seguente al suo matrimonio con Mary Horner, avvenuto nel 1832, visitando in quell'occasione Svizzera ed Italia. Nel 1834 si recò in Danimarca e Svezia, che gli fornirono spunti per nuove letture per la Royal Society e Geological Society, di cui venne eletto presidente nel 1835; nel 1837 compì una nuova escursione in Danimarca e Norvegia. Nel 1838 vennero pubblicati gli Elementi di Geologia, inizialmente pensati come parte dell'opera precedente, poi sviluppati in forma autonoma per affrontare in maniera specifica gli argomenti della stratigrafia e della paleontologia. Anche quest'opera ebbe grande successo, con numerose edizioni, venendo anche riformulata in edizione ridotta come libro per gli studenti.
Nel 1841 partì per un viaggio in Nord America che durò un anno, visitando gli Stati Uniti, il Canada e la Nuova Scozia. Questa esperienza, seguita da un secondo viaggio in America nel 1845, vennero descritte in due opere di argomento non esclusivamente geologico: Travels in North America (1845) e A Second Visit to the United States (1849). Durante il viaggio visitò anche Madera e Tenerife, per studiarne le origini vulcaniche.

### I riconoscimenti e la morte
Nel 1848 ottenne il cavalierato, e l'anno dopo venne nuovamente eletto presidente della Geological Society. Nel 1858 tornò in Italia recandosi in Sicilia per studiare l'Etna. Nel 1863 diede alle stampe la sua ultima opera di rilievo, The antiquity of man, sui ritrovamenti di pietre lavorate in sedimenti che ne certificavano l'antichità. Nell'opera Lyell appoggiò la teoria evolutiva dell'amico Darwin.
Nel 1864 ottenne il titolo di baronetto. Nel 1866 fu eletto membro estero dell'Accademia reale svedese delle scienze.
Negli ultimi anni la sua vista, già costituzionalmente debole, andò a peggiorare, fino quasi a portarlo alla cecità. Morì il 22 febbraio 1875, e venne sepolto nell'abbazia di Westminster.

## Contributi scientifici

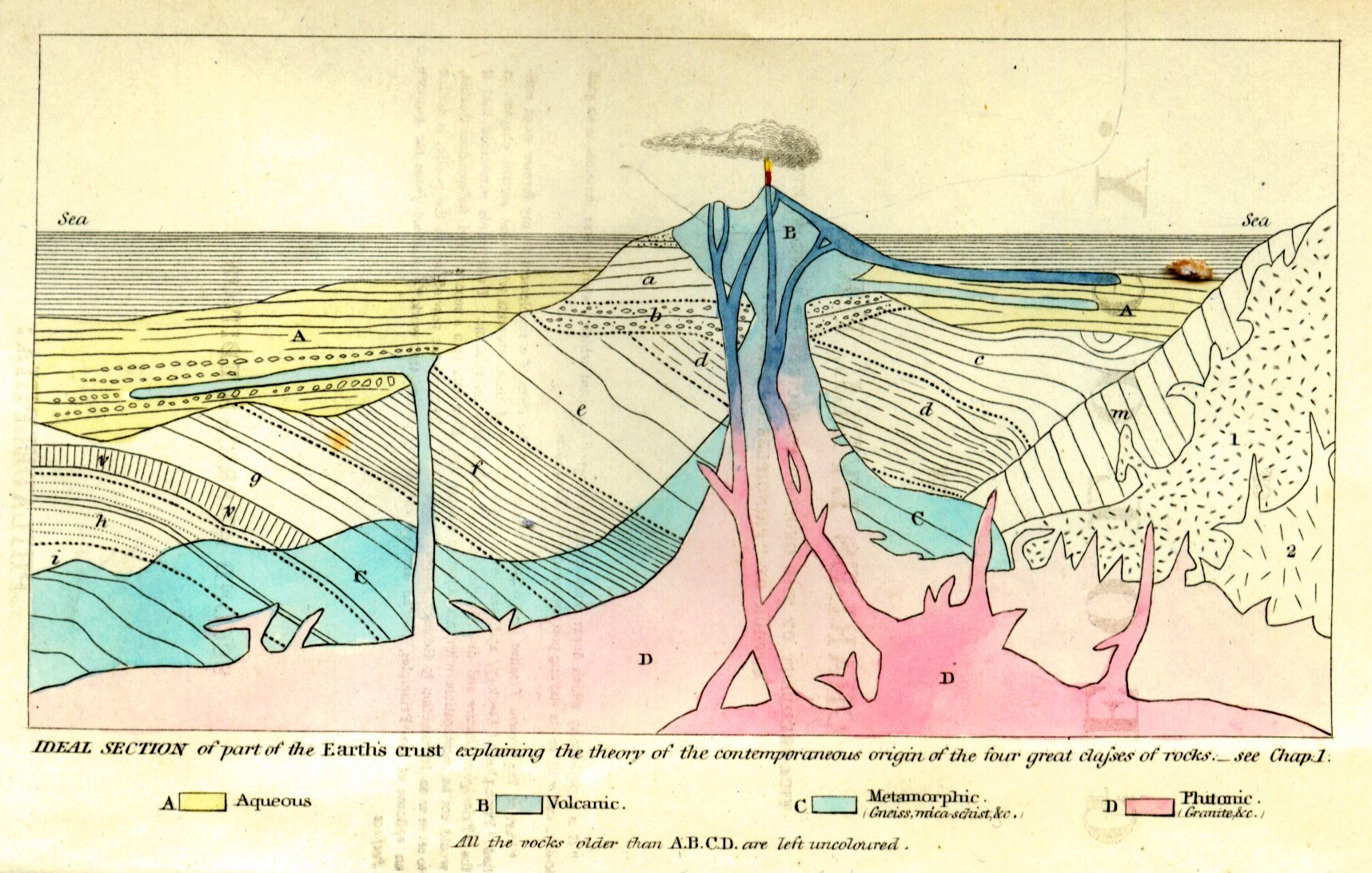
Frontespizio dei Principi di geologia nell'edizione americana

### Uniformitarismo
Lyell fu il più efficace sostenitore e divulgatore dell'Uniformitarismo o Attualismo, le cui basi furono poste da James Hutton, anch'egli scozzese. Secondo questa teoria, le forze che plasmano il mondo sono le stesse che hanno operato nel passato, e agiscono gradualmente e in modo pressoché costante su tempi molto lunghi. All'epoca a questa teoria si contrapponeva quella catastrofista sostenuta da Georges Cuvier e dallo stesso Buckland, secondo cui la terra andava incontro periodicamente a violente trasformazioni, intervallate da periodi di quiete. Una parte del successo di questa teoria era dovuto al fatto che sembrava accordarsi meglio ai passi biblici che trattavano di formazione della terra. L'uniformitarismo divenne però grazie alla convincente opera di divulgazione di Lyell il modello di evoluzione geologica accettato, e solo nel ventesimo secolo, con l'affermarsi della tettonica a placche, fu rimpiazzato da un modello differente in grado di spiegare più efficacemente i processi che agiscono sulla superficie del nostro pianeta.

### L'amicizia con Darwin
Lyell fu un grande amico di Charles Darwin, amicizia che durò per tutta la vita, influenzando profondamente entrambi. Darwin lesse il primo volume dei Principi di geologia durante la prima parte del suo celebre viaggio sul Beagle, rimanendo molto colpito dalla teoria espressa da Lyell di mutamenti graduali nella formazione della superficie terrestre, teoria di cui durante il viaggio trovò alcune conferme. Al suo ritorno, nel 1836, Lyell divenne uno dei suoi primi riferimenti, trovandovi appoggio e sostegno, che divennero col tempo stretta amicizia. Per lungo tempo comunque Lyell non accettò la proposta di una legge evolutiva per gli organismi viventi, avendo precedentemente rifiutato anche quella di Lamarck, ma quando nel 1858 Darwin si vide costretto a scegliere se divulgare la sua teoria, per la comparsa del giovane collega Alfred Wallace, che aveva sviluppato indipendentemente una teoria quasi identica, fu Lyell a convincere l'amico a non farsi da parte, presentandola personalmente per la prima volta ad un consesso scientifico (la Linnean Society) in rappresentanza dei due meno famosi colleghi. Pur accettando parzialmente la teoria darwiniana, che incluse nel suo Antiquity of man del 1863, Lyell mantenne sempre un atteggiamento moderatamente critico verso i suoi aspetti più rivoluzionari.

## Riconoscimenti e dediche
- Medaglia Royal della Royal Society nel 1834
- Medaglia Wollaston della Geological Society of London nel 1855
- Medaglia Copley della Royal Society nel 1858

Per il contributo fondamentale alla nascita della moderna geologia, gli sono state dedicate un numero considerevole di formazioni naturali, terrestri e non:
- Mount Lyell (California), il picco più alto del Parco nazionale di Yosemite
- Monte Lyell (Canada)
- Monte Lyell (Tasmania)
- Terra di Lyell, penisola greonleandese
- Ghiacciaio Lyell, nella Georgia del sud
- Cratere Lyell, sul bordo orientale del Mare della Tranquillità
- Cratere Lyell, su Marte

## Opere

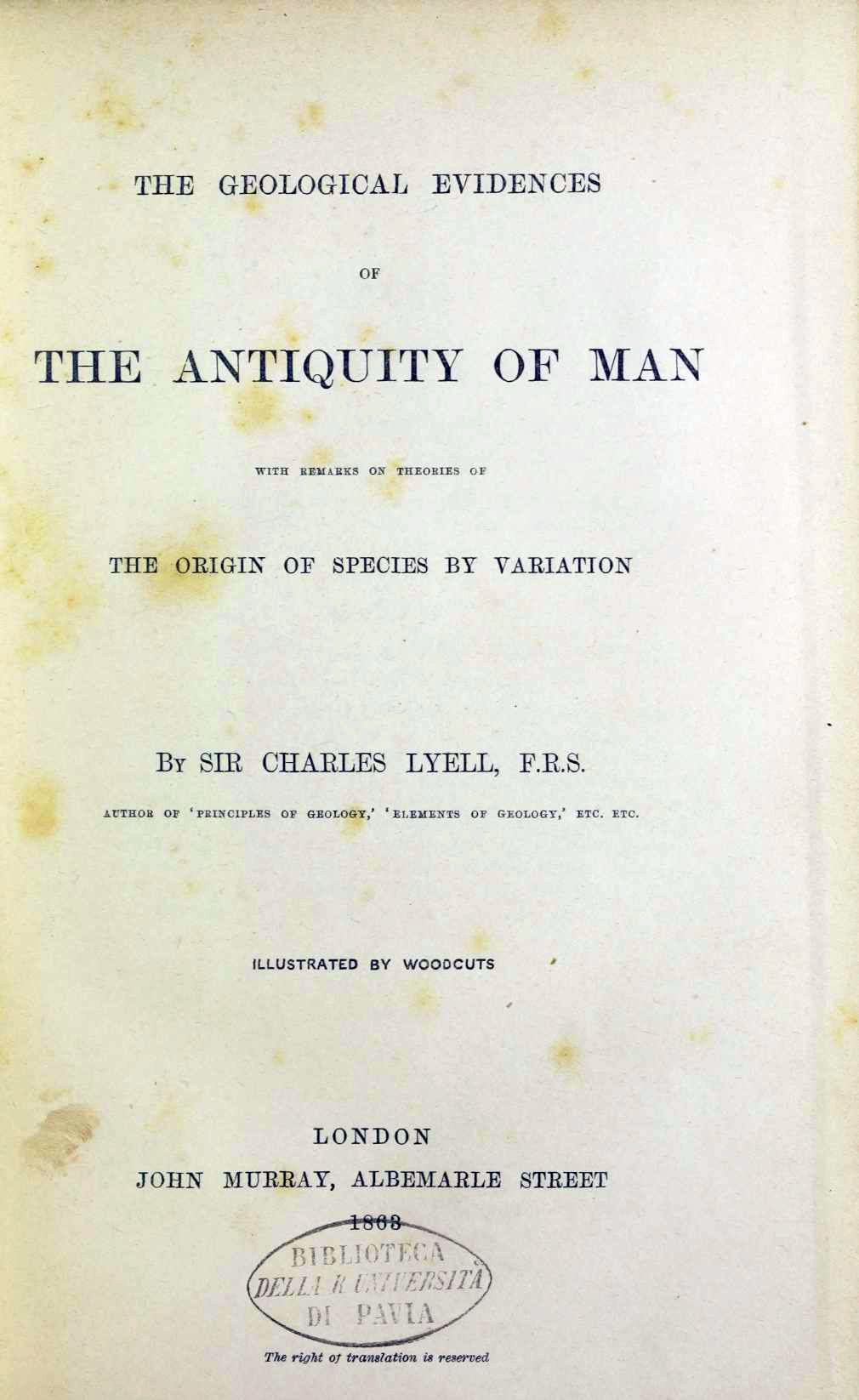
Geological evidences of the antiquity of man, 1863

- (EN) Charles Lyell, Principles of geology, being an attempt to explain the former changes of the Earth's surface, by reference to causes now in operation, vol. 1, Londra, John Murray, 1830. URL consultato il 24 febbraio 2013.
- (EN) Charles Lyell, Principles of geology, being an attempt to explain the former changes of the Earth's surface, by reference to causes now in operation, vol. 2, Londra, John Murray, 1832. URL consultato il 24 febbraio 2013.
- (EN) Charles Lyell, Principles of geology, being an attempt to explain the former changes of the Earth's surface, by reference to causes now in operation, vol. 3, Londra, John Murray, 1833. URL consultato il 24 febbraio 2013.
- (EN) Charles Lyell, Elements of Geology, Londra, John Murray, 1838. URL consultato il 24 febbraio 2013.
- (EN) Charles Lyell, Travels in North America, Londra, John Murray, 1845. URL consultato il 24 febbraio 2013.
- (EN) Charles Lyell, A Second Visit to the United States of North America, Londra, John Murray, 1849. URL consultato il 24 febbraio 2013.
- The geological evidence of the antiquity of man with remarks on Theories of Origin of Species by variation (1863).
- (EN) Geological evidences of the antiquity of man, London, John Murray, 1863.
- (EN) Principles of geology, London, John Murray, 1868.